# Kotli Saru Khan
Kotli Saru Khan – wieś w Indiach, w Pendżabie. W 2011 roku liczyła 917 mieszkańców.